# Kanton Josselin
Josselin is een voormalig kanton van het Franse departement Morbihan. Het kanton maakte deel uit van het arrondissement Pontivy. Het werd opgeheven bij decreet van 21 februari 2014 met uitwerking op 22 maart 2015.

## Gemeenten
Het kanton Josselin omvatte de volgende gemeenten:
- La Croix-Helléan
- Cruguel
- Les Forges
- La Grée-Saint-Laurent
- Guégon
- Guillac
- Helléan
- Josselin (hoofdplaats)
- Lanouée
- Quily
- Saint-Servant